# Multe
Multe (Liza saliens) är en fiskart som först beskrevs av Risso, 1810.  Multe ingår i släktet Liza och familjen multfiskar. IUCN kategoriserar arten globalt som livskraftig. Inga underarter finns listade i Catalogue of Life.